# Stenasellus escolai
Stenasellus escolai är en kräftdjursart som beskrevs av Guy Magniez 1977. Stenasellus escolai ingår i släktet Stenasellus och familjen Stenasellidae. Inga underarter finns listade i Catalogue of Life.